# Retraite par capitalisation

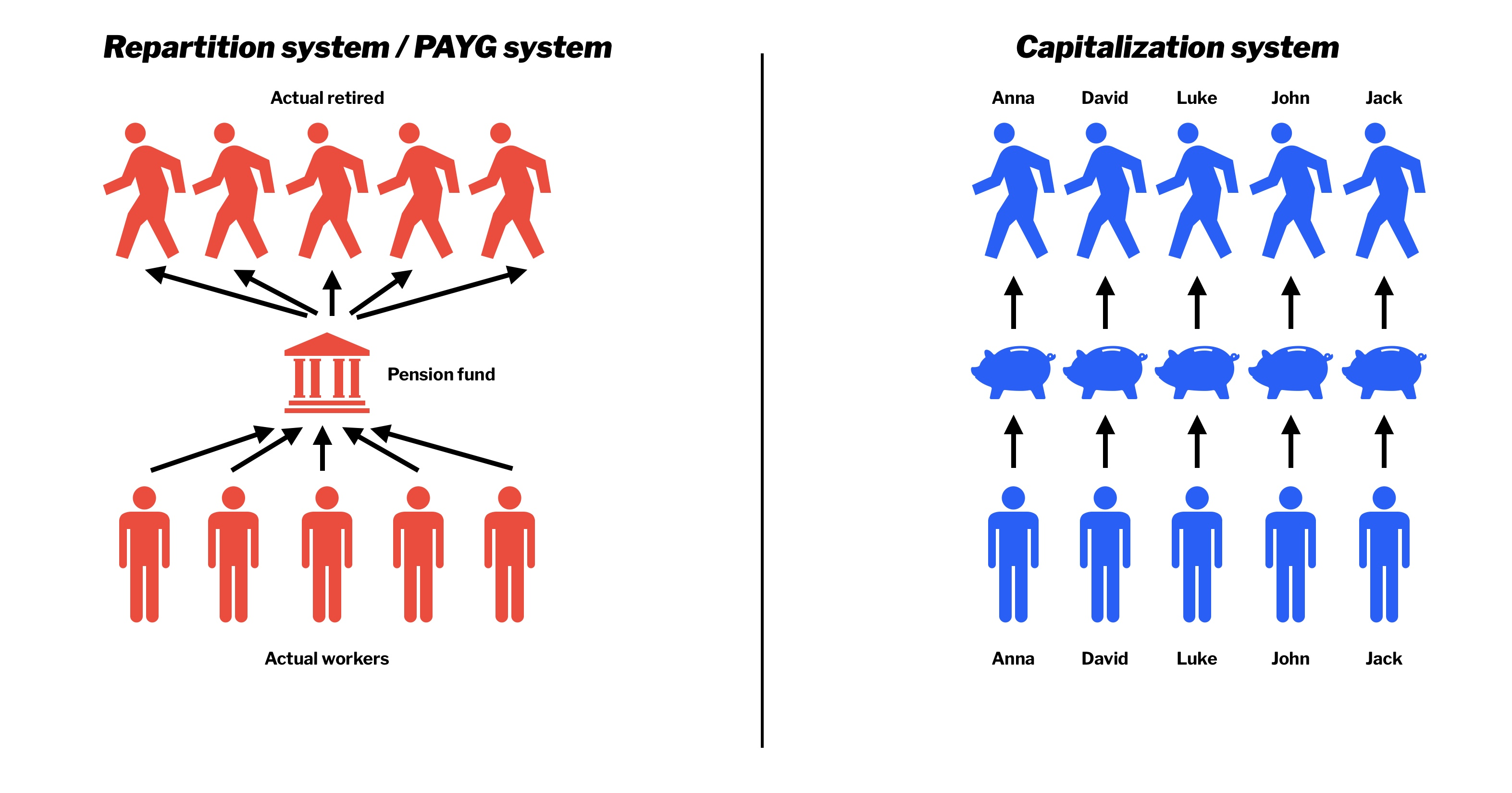

La retraite par capitalisation fonctionne sur le principe de l'accumulation par les travailleurs d'un stock de capital qui servira à financer les pensions de ces mêmes travailleurs devenus inactifs. C'est donc, par principe, un système d'épargne individuel basé sur l'autofinancement.
Dans le discours politique, on l'oppose fortement au concept de retraite par répartition, bien que l'opposition ne soit pas aussi absolue, ni en théorie, ni en pratique (les systèmes réels comportant généralement une part des deux).

## Fonctionnement
La retraite par capitalisation est provisionnée. Les sommes mises en réserve hier financent les pensions d'aujourd'hui, et celles d'aujourd'hui financeront les pensions de demain. Cependant, ce schéma est à tempérer par le fait qu'en régime permanent, pendant qu'un sou rentre (pour constituer un capital à celui qui le verse), un autre ressort (bien que provenant du capital accumulé par un précédent cotisant). Tout se passe donc presque comme si les pensions étaient de facto payées par les primes immédiatement encaissées, le capital servant de garantie ne variant qu'à la marge (il change cependant progressivement de main, du pensionné vers le souscripteur).
La gestion de la retraite par capitalisation a toujours une forte composante collective : par son importance sociale et le montant considérable des sommes en jeu, les différents acteurs du marché sont soumis à des réglementations et des contrôles spécifiques importants.
- le cadre général peut être individuel (chaque individu gère son capital-retraite) ou collectif (l'État, l'entreprise ou un organisme spécialisé, appelé fonds de pension, collecte et gère les sommes épargnées) ;
- le système peut être libre ou (en partie) obligatoire.

La retraite par capitalisation a pour objectif d'assurer à chaque génération des revenus. Ces derniers peuvent être proportionnels aux montants épargnés et à la rentabilité des placements faits, dans le cadre d'une capitalisation à cotisations définies, avec un aléa sur le revenu constitué. Ils peuvent être certains dans le cadre d'une capitalisation à prestations définies, faisant supporter le risque de marché sur un tiers tel qu'un assureur.
Pour éviter que certains actifs ne se constituent aucune épargne, un niveau minimal d’épargne retraite est rendu obligatoire dans la plupart des pays. Pour éviter les comportements non optimaux des agents à rationalité limitée, cette épargne peut être fiscalement encouragée.
L'incitation fiscale (ou d'autres mesures équivalentes) peut en outre servir à organiser une forme de redistribution, par une aide d'état ciblée sous conditions de ressources.
Une partie des revenus du futur retraité est épargnée dans le but de constituer un capital pour le moment où il décidera de ne plus être actif. La forme de cette épargne peut prendre différentes formes :
- patrimoine géré par l'individu : dépôts bancaires (compte titres…), bien immobilier (logement)…
- épargne confiée à des gestionnaires :
  - assurance-vie ;
  - fonds de placement ;
  - fonds de pension…

La gestion de ce patrimoine peut viser soit une rentabilité de long terme, soit à court terme, avec plus de risques, les placements les plus rentables, en actions et en obligations, sont alors privilégiés. À mesure que l'âge de retraite approche, les risques de moyen terme et de court terme sont souvent réduits, et l'épargne est déplacée vers des placements plus sûrs, mais moins rentables.
Lorsque le travailleur prend sa retraite, deux possibilités principales sont offertes :
- le retraité reçoit les revenus de son capital, et rachète (désépargne) progressivement son capital pour faire face à ses besoins. Dans ce cas, si la mort intervient avant l'épuisement du capital, le capital restant sera reversé à ses héritiers. Dans le cas contraire, le retraité se retrouve sans ressources, et devra être secouru par la solidarité familiale ou pris en charge a minima par l'État ;
- le capital (ou une partie de ce capital) est transformé en rente viagère : un revenu fixe, indexé ou non sur l'inflation, est versé au retraité jusqu'à son décès. Ce mécanisme donne plus de sécurité au retraité, car il lui assure de bénéficier d'un revenu jusqu'à la fin de ses jours, quel que soit l'âge de ce décès. En contrepartie, le capital utilisé pour mettre en place la rente viagère n'est pas reversé aux héritiers. Ce système de mutualisation des risques permet de faire face efficacement à l'incertitude sur l'espérance de vie.

À noter que la retraite par capitalisation peut tenir compte de la différence d'espérance de vie des hommes et des femmes, ce que certains peuvent présenter comme un inconvénient ; c'est le cas au Chili : en 2008, un médecin ayant cotisé à un fonds de pension depuis 1981, date d'instauration du système, aurait touché 550 euros en étant une femme et 945 euros si c'est un homme. Ceci n'est pas une caractéristique essentielle d'un régime par capitalisation, c'est un choix de gestion ; d'autres régimes par capitalisation peuvent ne pas le faire, comme rien n'interdit à un régime par répartition de différencier les pensions en fonction du sexe ou plus généralement d'autres critères représentatifs de l'espérance de vie.

### Sensibilité aux aléas du marché financier
Selon les tenants de la retraite par répartition, la capitalisation est sensible aux crises financières : schématiquement, si la bourse baisse, ou si l'économie s'effondre (crise, guerre, modification du régime) le capital qui devait payer la retraite disparaît, et la pension avec lui.
Cependant, la sensibilité est différente selon que le système fonctionne à « cotisations définies » (appelé en Suisse « primauté des cotisations ») ou à « prestation définie » (appelé en Suisse « primauté des prestations »).
Dans le premier cas, le niveau de pension est constaté au moment de la liquidation de la retraite et peut varier en fonction de la valorisation de l'investissement ; pour éviter trop d'aléas, le gestionnaire peut assurer une pension minimale (notamment lorsque la date de la retraite approche) en investissant dans des sources de revenus réputées sûres et stables, tels que des emprunts d'état, et pour donner plus de rentabilité (avec une part décroissante quand on se rapproche de la date de retraite) investir dans des placements en actions ou parts d'entreprises.
Dans le second cas, ce sont les cotisations qui varient, et le gestionnaire qui prend un risque. La pension est normalement garantie, mais le gestionnaire peut faire faillite si, par faute ou à cause de la conjoncture économique, le montant des sommes demandées à l'épargnant s'avère insuffisant, ce qui rend irréalistes les montants de pensions promises. Une caisse de retraite par répartition court le même type de risque pour la même raison (pensions trop généreuses par rapport aux actifs).
La capitalisation est également sensible au rythme de l'inflation qui peut réduire la valeur réelle des capitaux accumulés, lorsque le rendement réel des placements devient négatif. La répartition est moins sensible à ce problème car les salaires suivant à plus ou moins long terme le mouvement de l'inflation (quasi immédiatement s'ils sont indexés), le montant des cotisations suit alors l'inflation ce qui permet de réévaluer les pensions.

## En pratique
La retraite par capitalisation, qui était très répandue dans la première partie du XXe siècle, a été pratiquement anéantie par la crise et les guerres et remplacée par la retraite par répartition pendant les années 1930 et 1940, en France (1941) et dans les pays de l'Europe continentale en général. En Suisse cependant, ce système de retraites complémentaires à la retraite par répartition (AVS, 1er pilier) s'est maintenu et a même été généralisé de manière obligatoire pour une grande partie des salariés (Loi sur la prévoyance professionnelle, 2e pilier). 
Le mécanisme de la capitalisation a recommencé à être réintroduit pour compenser les défauts (réels ou supposés) de la répartition à la fin du siècle, sous deux formes : une forme « complémentaire » (facultative, qui ne vise pas à remplacer le système en vigueur ; exemple en France avec l'épargne retraite), et une forme « obligatoire » (dans le cadre d'une réforme plus globale du système). La Suède a réformé son système de retraite en 1999 en introduisant une part de capitalisation. En Allemagne, une proportion plus large de capitalisation a été introduite en 2001.
Le premier pays à établir un système de retraite basé strictement sur la capitalisation individuelle était le Chili. En 1981, le gouvernement chilien a introduit un système de retraite privatisé appelé « Administrateur de fonds de pension » (AFP) créé sous la dictature d'Augusto Pinochet et a été mis en place par José Piñera, ministre du Travail. Ce système a obligé les travailleurs à cotiser à des comptes de retraite individuels gérés par des fonds de pension privés. Les cotisations étaient investies dans des fonds générant des revenus de retraite futurs pour les travailleurs. Ce modèle de capitalisation individuelle a été largement adopté par la suite dans d'autres pays à travers le monde, totalement ou partiellement.
Aux États-Unis, le gouvernement fournit, avec la Social Security, des revenus de retraite par la répartition, mais ce système est conçu comme un filet de sécurité qui vise seulement à limiter la pauvreté des plus âgés, et la capitalisation représente des montants considérables[précision nécessaire]. Le système de capitalisation des retraites américaines repose sur le plan 401(k), qui défiscalise les sommes (dans les limites d'un plafonnement) investies pour la retraite par les salariés ou les travailleurs indépendants.
À la fin de l'année 2006, 28 pays avaient mis en place un système de retraite obligatoire par capitalisation : onze en Amérique latine (notamment le Chili), douze en Europe centrale et orientale et cinq dans le reste du monde. L'Argentine, qui avait instauré ce système dans les années 1990, sous Carlos Menem, est cependant revenue à un système de retraites par répartition en 2008 à la suite d'une réforme du gouvernement de Cristina Kirchner.